# Tamasesia marplesi
Tamasesia marplesi là một loài nhện trong họ Mysmenidae.
Loài này thuộc chi Tamasesia. Tamasesia marplesi được P. M. Brignoli miêu tả năm 1980.